# Megascops kennicottii
Corujinha-da-califórnia ou corujinha-do-oeste (Megascops kennicottii), também conhecida como coruja-das-torres-do-oeste, é uma espécie de ave estrigiforme pertencente à família Strigidae, habitante das florestas decíduas da porção oeste da América do Norte.
Esta coruja tem uma variação muito pequena de cores, comparada com as suas parentes, pois só é cinza.